# Puyang

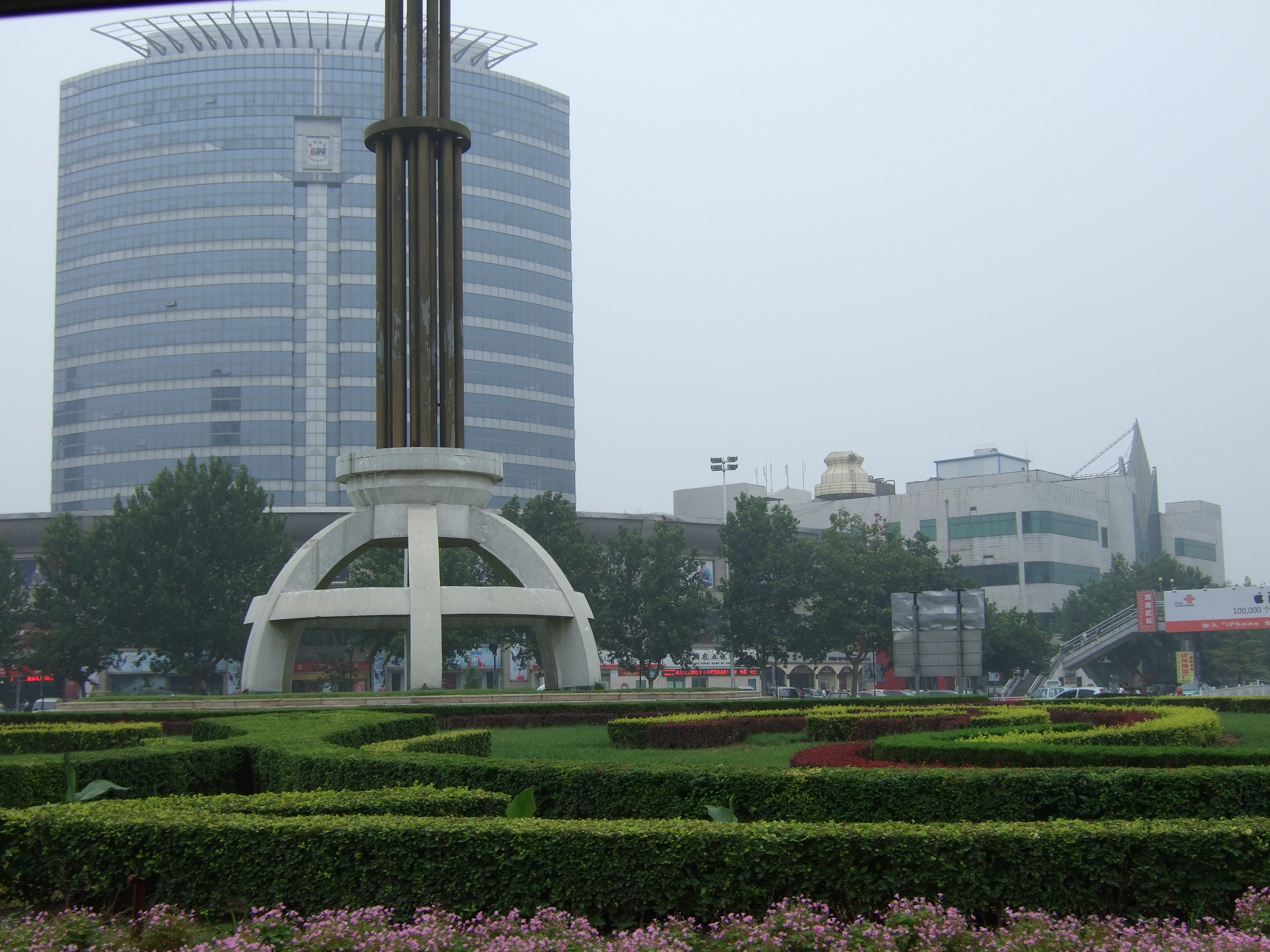

Puyang (chinois : 濮阳市 ; pinyin : púyáng shì) est une ville du nord-est de la province du Henan en Chine. Elle est située sur la rive nord du Fleuve Jaune.

## Histoire
Reconnu comme un des lieux de naissance de la nation chinoise Han, Puyang a une longue histoire qui remonte à près de 5 000 ans. La ville changea de nom plusieurs fois au cours des siècles et des millénaires. Ainsi, elle fut l'État de Kunwu durant la dynastie Xia, la capitale de l'État des Wei durant la Période des Printemps et des Automnes, le xian de Puyang durant la dynastie Qin, Chanzhou durant celle des Song, Kaizhou durant la deuxième dynastie Jin et revint au nom de Puyang dans la République populaire de Chine.
Plusieurs événements historiques majeurs eurent lieu à Puyang. Durant la Période des Printemps et des Automnes, la ville fut hôte à quatorze reprises de conférences entre les souverains de l'époque. De plus, elle fut au cœur de plusieurs batailles comme celles de Chengpu (entre les Royaumes de Jin et de Chu) et celle de Maling (entre les Royaumes de Qi et de Wei).
Grâce à son agriculture florissante et à son économie, Puyang fut un centre politique, économique et culturel important pendant les dynasties Qin et Han. La ville fut d'ailleurs convoitée par plusieurs seigneurs de guerre vers la fin de la dynastie Han.
En l'an 1004 de notre ère, le traité de Chanyuan y fut signé entre les empires Song et Liao, établissant une paix qui dura plus de 100 ans.

## Démographie
La population du district était de 307 900 habitants en 2002, alors que celle de la ville-préfecture de Puyang était au total de 3 585 600 habitants en 2004.

## Subdivisions administratives
La ville-préfecture de Puyang exerce sa juridiction sur six subdivisions - un district et cinq xian :
- le district de Hualong - 华龙区 Huálóng Qū ;
- le xian de Qingfeng - 清丰县 Qīngfēng Xiàn ;
- le xian de Nanle - 南乐县 Nánlè Xiàn ;
- le xian de Fan - 范县 Fàn Xiàn ;
- le xian de Taiqian - 台前县 Táiqián Xiàn ;
- le xian de Puyang - 濮阳县 Púyáng Xiàn.

## Personnalités
- Zhao Liang, né en 1982, géant et artiste de cirque, qui fut l'homme le plus grand du monde de son vivant.